# Onze-Lieve-Vrouw-Tenhemelopnemingskerk (Cornesse)

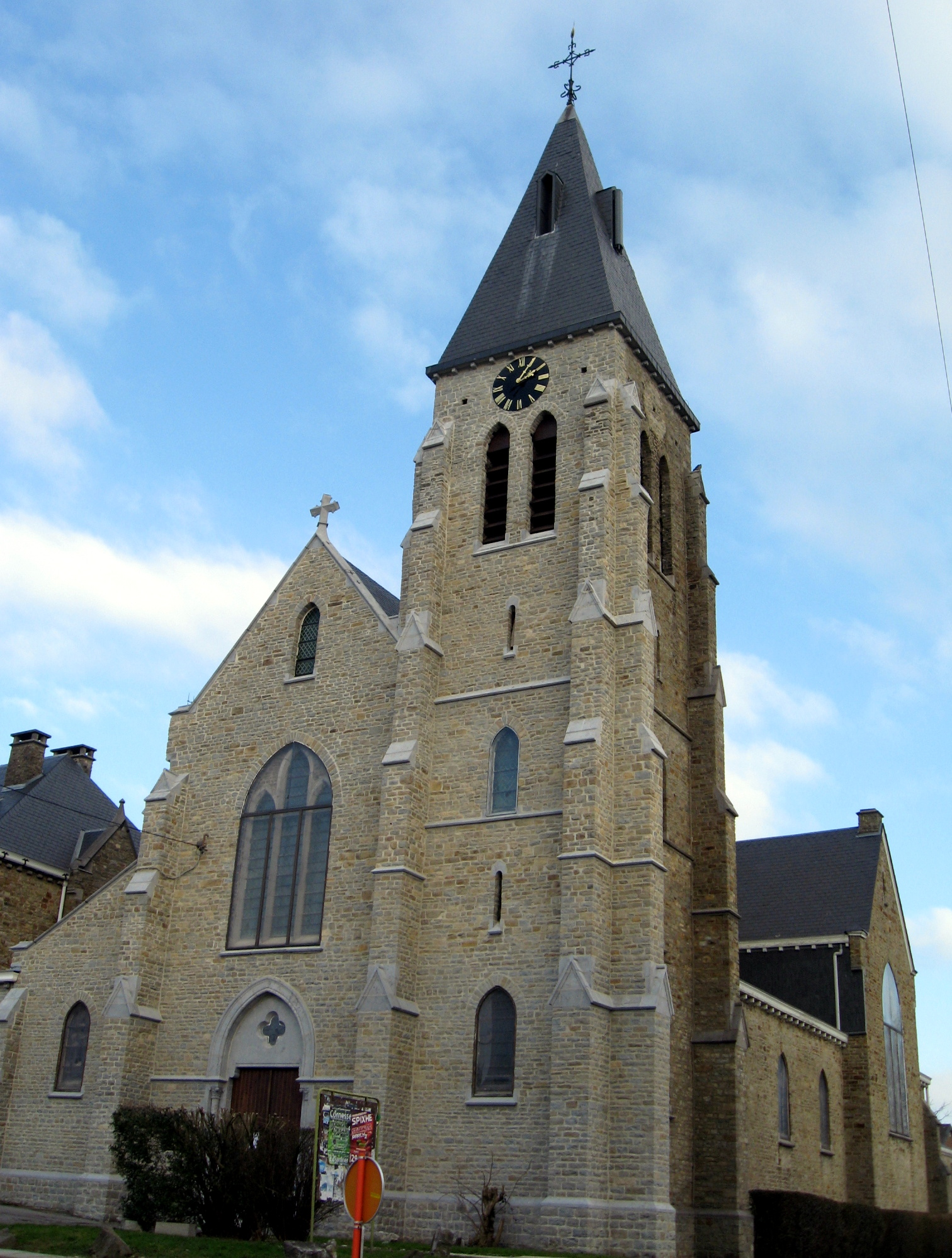
Onze-Lieve-Vrouw-Tenhemelopnemingskerk

De Onze-Lieve-Vrouw-Tenhemelopnemingskerk (Église Notre-Dame de l'Assomption) is de parochiekerk van de tot de Belgische gemeente Pepinster behorende plaats Cornesse, gelegen aan het Place Notre-Dame.

## Geschiedenis
In 1694 werd een kapel opgericht ter ere van de Heilige Familie en Sint-Anna. In 1749 mochten de bewoners een grotere kapel bouwen, naar ontwerp van N. Belflamme. Deze kapel werd in 1803 tot parochiekerk verheven. De huidige kerk is van 1896 en werd ontworpen door Léonard Monseur.

## Gebouw
Het betreft een neogotische kruiskerk, een koor met polygonale koorafsluiting en een naastgebouwde toren welke gedekt wordt door een tentdak.

## Interieur
De preekstoel is van omstreeks 1750, en ook is er een biechtstoel uit dezelfde tijd. Uit 1694 is er een gedenksteen van de bouw van de eerste kapel, en uit 1750 is een gedenksteen van de bouw van de vergrote kapel en een Madonnabeeld dat Notre-Dame de Cornesse wordt genoemd. Voorts is er veel neogotisch kerkmeubilair, en ook zijn er glas-in-loodramen van 1898, vervaardigd door Leopold Pluys.